# Musca lasiopa
Musca lasiopa är en tvåvingeart som beskrevs av Villeneuve 1936. Musca lasiopa ingår i släktet Musca och familjen husflugor. Inga underarter finns listade i Catalogue of Life.